# Mark Delaney
Mark Anthony Delaney (Haverfordwest, 13 mei 1976) is een Welsh voormalig voetballer. Hij was een vleugelverdediger die van 1999 tot 2007 acht seizoenen uitkwam voor Aston Villa in de Premier League. Hij verzamelde 36 caps voor het Welsh voetbalelftal, zonder te scoren. 

## Clubcarrière
Delaney brak als vleugelverdediger helemaal door bij Cardiff City in 1999. Delaney belandde bij Cardiff na sterk te hebben gespeeld bij Carmarthen Town in de Welsh Premier League. Delaney werd er als 20-jarige ook aanvoerder tot zijn vertrek naar Cardiff. Hij scoorde voor Cardiff tegen Chester City in de FA Cup. Hij speelde veertig officiële wedstrijden voor Cardiff in acht maanden bij de club. In maart 1999 verkaste hij namelijk al naar Aston Villa voor een bedrag van £ 500.000. 
Delaney verloor in 2000 met Villa de finale van de FA Cup tegen Chelsea met het kleinste verschil (1-0). Roberto Di Matteo scoorde het doelpunt. Delaney speelde de hele wedstrijd als rechtervleugelverdediger naast een driemansdefensie. Alan Wright speelde links in de verdediging. In augustus 2007 was Delaney wegens blessureleed genoodzaakt een einde te maken aan zijn professionele loopbaan. In zijn laatste twee seizoenen speelde hij slechts twaalf wedstrijden in de Premier League. Delaney speelde in totaal 158 wedstrijden voor Villa in de Premier League. 

## Later leven
Delaney werkt als jeugdcoach bij Aston Villa sinds 2007.

## Extnerne links
- Mark Delaney op Premier League.com
- Mark Delaney op Transfermarkt.nl